# Myxobolus hannensis
Myxobolus hannensis is een microscopische parasiet uit de familie Myxobolidae. Myxobolus hannensis werd in 1997 beschreven door Fall, Kpatcha, Diebakate, Faye & Toguebaye. 